# Бивио Фонтанеле (Терамо)
Бивио Фонтанеле (итал. Bivio Fontanelle) је насеље у Италији у округу Терамо, региону Абруцо.
Према процени из 2011. у насељу је живело 49 становника. Насеље се налази на надморској висини од 71 м.